# MTV Europe Music Awards 2017
Gli MTV Europe Music Awards 2017 si sono svolti il 12 novembre presso la Wembley Arena di Londra. È la sesta volta in cui la premiazione viene ospitata nel Regno Unito..

## Nomination

### Best Song
- Shawn Mendes — "There's Nothing Holdin' Me Back"
- Clean Bandit (featuring Sean Paul e Anne-Marie) — "Rockabye"
- DJ Khaled (featuring Rihanna e Bryson Tiller) — "Wild Thoughts"
- Ed Sheeran — "Shape of You"
- Luis Fonsi (featuring Daddy Yankee e Justin Bieber) — "Despacito (Remix)"

### Best Video
- Kendrick Lamar — "Humble"
- Foo Fighters — "Run"
- Katy Perry (featuring Migos) — "Bon Appétit"
- Kyle (featuring Lil Yachty) — "iSpy"
- Taylor Swift — "Look What You Made Me Do"

### Best Artist
- Shawn Mendes
- Ariana Grande
- Ed Sheeran
- Kendrick Lamar
- Miley Cyrus
- Taylor Swift

### Best New
- Dua Lipa
- Julia Michaels
- Khalid
- Kyle
- Rag'n'Bone Man

### Best Pop
- Camila Cabello
- Demi Lovato
- Miley Cyrus
- Shawn Mendes
- Taylor Swift

### Best Electronic
- David Guetta
- Calvin Harris
- Major Lazer
- Martin Garrix
- The Chainsmokers

### Best Rock
- Coldplay
- Foo Fighters
- Royal Blood
- The Killers
- U2

### Best Alternative
- Thirty Seconds to Mars
- Imagine Dragons
- Lana Del Rey
- Lorde
- The xx

### Best Hip Hop
- Eminem
- Drake
- Future
- Kendrick Lamar
- Post Malone

### Best Live
- Ed Sheeran
- Bruno Mars
- Coldplay
- Eminem
- U2

### Best World Stage
- The Chainsmokers
- Steve Aoki
- Kings of Leon
- Tomorrowland 2017
- DNCE
- Foo Fighters

### Best Push
- Hailee Steinfeld
- Jon Bellion
- Julia Michaels
- Kacy Hill
- Khalid
- Kyle
- Noah Cyrus
- Petite Meller
- Rag'n'Bone Man
- SZA
- The Head and the Heart
- Katy Perry
- Austin Mahone

### Biggest Fans
- Shawn Mendes
- Ariana Grande
- Justin Bieber
- Katy Perry
- Taylor Swift

### Best Look
- Zayn Malik
- Dua Lipa
- Harry Styles
- Rita Ora
- Taylor Swift

### Power of Music Award
- Rita Ora

### Best Worldwide Act Winners
- Lil Kleine – Olanda
- C. Tangana – Spagna
- Babymetal – Giappone
- Alma – Finlandia
- Davido – Nigeria
- Stormzy – Regno Unito
- Lali – Argentina

### Global Icon
- U2[4]

## Nomination regionali

### Europa

#### Best UK & Ireland Act
- Louis Tomlinson
- Dua Lipa
- Ed Sheeran
- Little Mix
- Stormzy

#### Best Danish Act
- Christopher
- Kesi
- Lukas Graham
- Martin Jensen
- MØ

#### Best Finnish Act
- Alma
- Evelina
- Haloo Helsinki!
- Mikael Gabriel
- Robin

#### Best Norwegian Act
- Alan Walker
- Astrid S
- Gabrielle Leithaug
- Kygo
- SeeB

#### Best Swedish Act
- Zara Larsson
- Axwell and Ingrosso
- Galantis
- Tove Lo
- Vigiland

#### Best German Act
- Wincent Weiss
- Alle Farben
- Cro
- Mark Forster
- Marteria

#### Best Dutch Act
- Lil Kleine
- Boef
- Chef'Special
- Lucas & Steve
- Roxeanne Hazes

#### Best Belgian Act
- Loïc Nottet
- Bazart
- Coely
- Lost Frequencies
- Oscar & the Wolf

#### Best Swiss Act
- Mimiks
- Lo & Leduc
- Pegasus
- Xen
- Züri West

#### Best French Act
- Amir
- Soprano
- MHD
- Petit Biscuit
- Feder

#### Best Italian Act
- Ermal Meta
- Fabri Fibra
- Francesco Gabbani
- Thegiornalisti
- Tiziano Ferro

#### Best Spanish Act
- Miguel Bosé
- C. Tangana
- Kase O
- Lori Meyers
- Viva Suecia

#### Best Portuguese Act
- Overule
- HMB
- Mickael Carreira
- Miguel Araújo
- Virgul

#### Best Polish Act
- Dawid Kwiatkowski
- Bednarek
- Margaret
- Monika Lewczuk
- Natalia Nykiel

#### Best MTV Russia Act
- Ivan Dorn
- Elena Temnikova
- Grebz
- Jolka
- Husky

#### Best Adria Act
- Nicim Izazvan
- Sara Jo
- Koala Voice
- Marin Jurić Čivro
- Nina Kraljić

#### Best Hungarian Act
- Magdolna Rúzsa
- Freddie
- Gabi Tóth
- Joci Pápai
- Kowalsky Meg A Vega

#### Best Israeli Act
- Noa Kirel
- Ania Bukstein
- Nechi Nech
- Static & Ben El
- Stephane Le Gar

### Africa

#### Best African Act
- Davido
- Babes Wodumo
- C4 Pedro
- Nasty C
- Nyashinski
- Wizkid

### Asia

#### Best Indian Act
- Hard Kaur
- Yatharth
- Nucleya
- Parekh & Singh
- Raja Kumari

#### Best Japanese Act
- Babymetal
- KOHH
- Kyary Pamyu Pamyu
- Rekishi
- Wednesday Campanella

#### Best South Korean Act
- GFriend
- Highlight
- Mamamoo
- Seventeen
- Wanna One

#### Best Southeast Asian Act
- James Reid
- Faizal Tahir
- Dam Vinh Hung
- Isyana Sarasvati
- Slot Machine
- The Sam Willows
- Palitchoke Ayanaputra

#### Best Greater China Act
- Huo Zun
- Bii
- He Jie
- Pakho Chau
- Wang Sulong

### Oceania

#### Best Australian Act
- Jessica Mauboy
- Pnau
- Illy
- Meg Mac
- Vera Blue

#### Best New Zealand Act
- Tapz
- David Dallas
- Lorde
- Maala
- Stan Walker

### America

#### Best Brazilian Act
- Anitta
- Alok
- Nego do Borel
- Karol Conka
- Projota

#### Best Latin America Northern Act
- Mon Laferte
- Café Tacuba
- Caloncho
- Natalia Lafourcade
- Sofía Reyes

#### Best Latin America Central Act
- J Balvin
- Maluma
- Morat
- Piso 21
- Sebastián Yatra

#### Best Latin America Southern Act
- Lali
- Airbag
- Carajo
- Indios
- Oriana

#### Best Canadian Act
- Shawn Mendes
- Alessia Cara
- Drake
- Justin Bieber
- The Weeknd

#### Best US Act
- Fifth Harmony
- DJ Khaled
- Kendrick Lamar
- Bruno Mars
- Taylor Swift